# Dolichomitus matsumurai
Dolichomitus matsumurai là một loài tò vò trong họ Ichneumonidae.